# Copiopteryx adaheli
Copiopteryx adaheli är en fjärilsart som beskrevs av Max Wilhelm Karl Draudt 1930. Copiopteryx adaheli ingår i släktet Copiopteryx och familjen påfågelsspinnare. Inga underarter finns listade i Catalogue of Life.